# Rincón (Treinta y Tres)
Rincón és un centre poblat de l'Uruguai al nord-est del departament de Treinta y Tres, limítrof amb Cerro Largo. Té una població aproximada de 180 habitants, i un nucli poblacional de 800, segons dades del cens del 2004. És a 22 metres sobre el nivell del mar. La seva economia es basa en la producció d'arròs.
| 1963 | 1975 | 1985 | 1996 | 2004    |
| ---- | ---- | ---- | ---- | ------- |
| 232  | 147  | 375  | 734  | {{{5}}} |